# 교신 저자
학술지 논문에서 교신저자(corresponding author)는 학술지 편집자 또는 다른 연구자들과 연락을 취할 수 있는 저자를 말한다. 교신저자를 지정하는 이유는 논문과 관련하여 질문이 있거나 문제점이 발견되었을 때 연락을 취하여 조치하도록 하기 위한 것이다.
이러한 의미에서 교신저자는 흔히 책임저자 또는 프로젝트 책임자로 인식된다. 다만 특정 분야에서는 그렇지 않은 경우도 있다.
여러 학술지에서는 교신저자를 지정하도록 규정하고 있으며, 또한 교신저자에게 연구의 결과 및 증명에 대하여 총괄적인 책임을 지도록 규정한 경우도 있다.
반면 대한수학회에서는 수학논문에서의 공동저자는 모두 주저자이며, 교신저자와 책임저자 지위는 상관이 없다는 입장을 밝힌 바 있다.
올바른 주 저자 선정시 논문 작성에 있어 가장 많은 노력, 시간을 투자했다면, 논문을 작성한 저자의 이름이 제일 앞에 있어야 한다. 그러나 주 저자의 선정에 있어선 연구 참여자의 동의가 필요하다. 동의가 없을 시, 오해를 야기할 수 있기 때문이다.
학술지에는 교신저자의 이메일, 전화번호 따위의 연락처가 게재된다. 학술지에 따라서는 교신저자를 규정하지 않는 경우도 있는데 이 경우에도 저자들의 연락처를 게재하는 것이 보통이다.